# ديفوسية هواسونية
ديفوسية هواسونية (الاسم العلمي: Devosia hwasunensis) هي نوع من البكتيريا، سلبية الغرام، تتبع جنس الديفوسية.